# Гариљијалто (Козенца)
Гариљијалто је насеље у Италији у округу Козенца, региону Калабрија.
Према процени из 2011. у насељу је живело 107 становника. Насеље се налази на надморској висини од 246 м.